# 4e cérémonie des Magritte du cinéma
La 4e cérémonie des Magritte du cinéma, organisée par l'Académie André Delvaux, a eu lieu le 1er février 2014 au Square de Bruxelles et a récompensé les films sortis entre le 16 octobre 2012 et le 15 octobre 2013. Présidée par Émilie Dequenne, elle a été présentée par Fabrizio Rongione et diffusée en direct et en clair sur BeTV.
Les nominations ont été annoncées le 9 janvier 2014. Le 15 janvier, l'Académie a annoncé qu'elle remettrait un Magritte d'honneur au réalisateur Emir Kusturica.
Ernest et Célestine est le film le plus primé lors de cette édition, avec trois Magritte. Il s'agit par ailleurs du premier film d'animation à obtenir le Magritte du meilleur film.

## Palmarès

### Meilleur film
- Ernest et Célestine de Benjamin Renner et Stéphane Aubier et Vincent Patar
  - Au nom du fils de Vincent Lannoo
  - Kinshasa Kids de Marc-Henri Wajnberg
  - Le monde nous appartient de Stephan Streker
  - Tango libre de Frédéric Fonteyne

### Meilleur réalisateur
- Ernest et Célestine : Stéphane Aubier, Vincent Patar
  - Au nom du fils : Vincent Lannoo
  - Tango libre : Frédéric Fonteyne
  - Vijay and I : Sam Garbarski

### Meilleur film flamand en coproduction
- Kid de Fien Troch
  - Brasserie Romantiek de Joël Vanhoebrouck
  - La Cinquième Saison de Peter Brosens et Jessica Woodworth

### Meilleur film étranger en coproduction
- La Vie d'Adèle de Abdellatif Kechiche
  - La Religieuse de Guillaume Nicloux
  - Les Chevaux de Dieu de Nabil Ayouch
  - Populaire de Régis Roinsard

### Meilleur scénario original ou adaptation
- Tango libre : Philippe Blasband, Anne Paulicevich
  - Kid : Fien Troch
  - La Cinquième Saison : Peter Brosens, Jessica Woodworth
  - Vijay and I : Philippe Blasband, Sam Garbarski

### Meilleure actrice
- La Religieuse : Pauline Etienne
  - Au nom du fils : Astrid Whettnall
  - Goodbye Morocco : Lubna Azabal
  - Populaire : Déborah François

### Meilleur acteur
- Une place sur la Terre : Benoît Poelvoorde
  - La Cinquième Saison : Sam Louwyck
  - Tango libre : François Damiens, Jan Hammenecker

### Meilleure actrice dans un second rôle
- La Vie d'Adèle : Catherine Salée
  - Au nom du fils : Dominique Baeyens
  - Bxl/Usa : Nicole Shirer
  - Landes : Christelle Cornil

### Meilleur acteur dans un second rôle
- Le Temps de l'aventure : Laurent Capelluto
  - 11.6 : Bouli Lanners
  - Grand Central : Olivier Gourmet
  - Je suis supporter du Standard : David Murgia
  - Une chanson pour ma mère : Renaud Rutten

### Meilleur espoir féminin
- Le Passé : Pauline Burlet
  - La Vie d'Adèle : Mona Walravens
  - Le Sac de farine : Rania Mellouli
  - Tango libre : Anne Paulicevich

### Meilleur espoir masculin
- Au nom du fils : Achille Ridolfi
  - Kid : Bent Simons
  - Landes : Steve Driesen
  - Le Sac de farine : Mehdi Dehbi

### Meilleure image
- Les Chevaux de Dieu : Hichame Alaouié
  - L’Écume des jours : Christophe Beaucarne
  - Tango libre : Virginie Saint-Martin

### Meilleur son
- Ernest et Célestine : Frédéric Demolder, Emmanuel de Boissieu, Luc Thomas, Franco Piscopo
  - Au nom du fils : Philippe Charbonnel, Guilhem Donzel, Matthieu Michaux
  - Tango libre : Marc Bastien, Thomas Gauder

### Meilleurs décors
- Tango libre : Véronique Sacrez
  - La Cinquième Saison : Igor Gabriel
  - Le monde nous appartient : Catherine Cosme

### Meilleurs costumes
- Vijay and I : Catherine Marchand
  - Une chanson pour ma mère : Nathalie Deceuninck, Aliette Vliers
  - Une place sur la Terre : Élise Ancion

### Meilleure musique originale
- Le monde nous appartient : Ozark Henry
  - Au nom du fils : Michelino Bisceglia
  - Le Sac de farine : Christophe Vervoort

### Meilleur montage
- Kinshasa Kids : Marie-Hélène Dozo
  - Tango libre : Ewin Ryckaert
  - Vijay and I : Sandrine Deegen

### Meilleur court-métrage
- Welkom de Pablo Munoz Gomez
  - Bowling killers de Sébastien Petit
  - Le conseiller de Elisabet Lladó
  - Partouze de Matthieu Donck

### Meilleur long métrage documentaire
- La nuit qu'on suppose de Benjamin d'Aoust
  - Amsterdam Stories USA de Rob Rombout & Rogier van Eck
  - L'irrésistible ascension de Moïse Katumbi de Thierry Michel
  - The Sound of Belgium de Jozef Devillé

### Magritte d'honneur
- Emir Kusturica

### Premier film
À la différence des autres Magritte, celui du premier film est décerné par le public. En 2013, il n'a pas été remis lors de la cérémonie des Magritte, mais bien durant la Soirée du cinéma belge, organisée en marge du Festival de Cannes. En 2014, le Magritte du premier film réintègre la Cérémonie.
- Une chanson pour ma mère de Joël Franka
  - A pelada de Damien Chemin
  - Bxl-Usa de Gaëtan Bevernaege
  - Hors les murs de David Lambert
  - Je suis supporter du Standard de Riton Liebman
  - Le Sac de farine de Kadija Leclère
  - Twa timoun de Jonas d’Adesky

## Statistiques

### Nominations multiples
9 : Tango libre
6 : Au nom du fils
4 : Vijay and I - La Cinquième Saison
3 : Ernest et Célestine - Kid - La Vie d'Adèle - Le monde nous appartient - Le Sac de farine
2 : Kinshasa Kids - La Religieuse - Landes - Les Chevaux de Dieu - Populaire - Une chanson pour ma mère

### Récompenses multiples
3 : Ernest et Célestine
2 : La Vie d'Adèle - Tango libre